# Роллен, Жан
Жан Мишель Роллен Рот Ле Жантиль (англ. Jean Michel Rollin Roth Le Gentil, более известный как Жан Роллен; 3 ноября 1938 — 15 декабря 2010) — французский режиссёр, сценарист, актёр, а также писатель. Известен своими культовыми фильмами ужасов, непременными героями которых были вампиры, а также эротическими и порнографическими картинами. Поклонники считают, что он изобрёл новый жанр, и называют его картины «ролленадами». 

## Карьера в кино

### Детство и юность
Родился 3 ноября 1938 года в парижской коммуне Нёйи-сюр-Сен. Отец Роллена был театральным актёром, однако, ввиду развода родителей, Жан фактически не жил с отцом, но, порой, заглядывал к нему в театр. По воспоминаниям самого Роллена, желание связать свою дальнейшую жизнь с кино возникло у него  в пятилетнем возрасте, когда он посмотрел фильм «Капитан Фракасс»   Абеля Ганса. В 15-летнем возрасте мать подарила Жану печатную машинку, которую он использовал для своих первых писательских шагов. В то время Роллен любил некоторые фильмы Сесиля де Милля, а также увлекался сериалом о Тарзане. Так как в этот период телевидение во Франции только развивалось, после школы Роллен непременно направлялся в кинотеатр. В 16 лет Роллен устроился на работу в компанию Le Films des Saturne, которая преимущественно занималась созданием титров для кинофильмов, но также периодически работала над мультипликацией и документальным кино. На фирме Роллен был обычным клерком, однако, после того, как он попал на съёмочную площадку документального фильма о моторостроительной фабрике, он окончательно решил связать свою жизнь с кинематографом.
Армейская служба для Жана проходила в отделе кинематографии, где, работая совместно с Клодом Лелюшем над документальными фильмами, Роллен набрался опыта в сфере монтажа.

### Первые фильмы: Короткометражки и документальное кино
После прохождения армейской службы в 1958 году Роллен, взяв на неделю у своего друга оператора 35-мм камеру, снимает свой первый фильм — короткометражку «Жёлтые любовники». Съёмки фильма производились на пляже возле Диппе, а перезаряжать камеру, по воспоминаниям режиссёра, приходилось в туалетах. Следующим его фильмом опять явилась короткометражка — «Медное небо» 1961 года. Однако, ввиду отсутствия денег и последующего неприятия к своему творчеству, материал так и не был доснят, а впоследствии был утерян. В 1962 году Роллен первый и единственный раз принял участие в съёмках фильма в качестве помощника режиссёра, помогая Жану Марку Тибо при производстве картины «Скакун для двоих». В 1964 году Роллен вместе со съёмочной командой приезжает в Испанию где, еле избежав тирании Франко, снял антифашистский фильм «Жизнь в Испании». В это же время Жан начинает заниматься написанием сценариев и беллетристикой. В середине 60-х годов Роллен под псевдонимом Мишель Жентиль (этот псевдоним он будет впоследствии использовать при съёмках эротических и порнографических фильмов) пишет эссе, посвящённое творчеству Гастона Леру и опубликованное в одном из фантастических журналов.

### Первые полнометражные фильмы, тематика вампиров
Первым полнометражным фильмом Роллена явился фильм «Насилие вампира», который, однако, первоначально задумывался как короткометражный. Для производства фильма Роллен нигде не мог найти денег, пока не встретился с Сэмом Селски — продюсером, владельца кинотеатра, а впоследствии и постоянного компаньона Роллена. Селски не понимал своеобразного экспериментального подхода Жана к вампирской тематике, но поверил ему и выделил необходимые деньги. Выход фильма произвёл некоторый общественный резонанс — зрители кидали в экраны мусор, а кинокритики поспешили назвать Роллена и его съёмочную группы компанией психов. Роллен, видя такое отношение к его фильму, уже собрался покончить с кино, но фильм принёс всё-таки определённую прибыль и Жан продолжил развивать свой подход к вампирам в кинематографе.
Следующим фильмом режиссёра стал «Обнажённый вампир» 1970 года, где уже было меньше сюрреализма, однако остались вампиры и обнажённые женщины. В 1973 году выходит первый порнофильм режиссёра. Первоначально Роллен пытался подходить к порнографии с позиции искусства, однако, ввиду того, что данные его фильмы не получили должного отклика, он продолжал работать в этой сфере уже без былого вдохновения. В 1978 году он снимает фильм «Гроздья смерти», повествующий об экологической катастрофе и появившихся в результате неё зомби. В 1980 году следует «Ночь охоты», рассказывающая о пациентах психиатрических стационаров.

### Болезнь, возвращение в кино
После тяжёлой болезни Роллен возвращается в кинематограф. В 1997 году он экранизирует собственный роман и снимает «Сиротки-вампиры», а в 2002 году выходит «Невеста Дракулы».

## Порнографические фильмы
Свои порнографические фильмы Жан Роллен снимал под псевдонимом Мишель Жентиль и Робер Ксавье. Так, в 1976 году выходит фильм под названием «Сексуальные вибрации» (оригинальное название Vibrations sexuelles). Сюжетно фильм рассказывает о мужчине (его роль исполняет Альбан Серай), который хочет завязать со своими не в меру бурными сексуальным приключениями и найти наконец-то ту единственную настоящую любовь. Для этого он обращается к женщине-психологу (Бриджит Ляэ). После множества половых актов с психологом мужчина женится на ней. Следует отметить, что данный порнофильм не содержит лишь исключительно порносцены. Помимо этого герои проявляют к друг другу подлинные чувства любви, а сцены половых актов сменяются пейзажами осеннего Парижа.
В 1979 году вышел фильм «Моник» (оригинальное название Gamines en chaleur, Monique — это итальянское прокатное наименование картины). Сюжетно фильм повествовал о девушке по имени Моник, которая жила у тёти с дядей. Периодически она вместе с молодой горничной подсматривала за ними, наблюдая, как они занимаются сексом. Однажды к ним в гости приходят друзья, и все они вместе начинают заниматься групповым сексом. Главные роли в фильме исполнили Мэрилин Джесс (Моник), Кэти Стюарт, Барбара Мюсс и Сирил Вал. Стоит отметить, что на итальянской версии фильма отсутствуют титры, а в качестве режиссёра ошибочно указан Берд Тарнбари.

## Фильмография
| Год  | Русское название                     | Оригинальное название фильма               | Кто                           |
| ---- | ------------------------------------ | ------------------------------------------ | ----------------------------- |
| 2010 | Маска медузы                         | Le Masque de la Méduse                     | Режиссёр                      |
| 2007 | Ночь часов                           | La Nuit des horloges                       | Режиссёр                      |
| 2002 | Невеста Дракулы                      | La fiancée de Dracula                      | Режиссёр, сценарист           |
| 1997 | Сиротки-вампиры                      | Les Deux orphelines vampires               | Режиссёр, сценарист           |
| 1994 | Аромат Матильды                      | Le parfum de Mathilde                      | Режиссёр, сценарист           |
| 1993 | Машина-убийца                        | Killing Car                                | Режиссёр                      |
| 1991 | В погоне за Барбарой                 | À la poursuite de Barbara                  | Режиссёр, актёр               |
| 1990 | La griffe d'Horus                    | La griffe d'Horus                          | Режиссёр, сценарист           |
| 1989 | Потерявшиеся в Нью-Йорке             | Perdues dans New York                      | Режиссёр, сценарист           |
| 1988 | Эммануэль 6                          | Emmanuelle 6                               | Режиссёр, сценарист           |
| 1985 | Не принимай полицейских за простаков | Ne prends pas les poulets pour des pigeons | Режиссёр                      |
| 1984 | Тротуары Бангкока                    | Les trottoirs de Bangkok                   | Режиссёр                      |
| 1983 | Sodomanie                            | Sodomanie                                  | Режиссёр, сценарист           |
| 1983 | Folies anales                        | Folies anales                              | Режиссёр                      |
| 1982 | Живая мёртвая девушка                | La morte vivante                           | Режиссёр, сценарист           |
| 1981 | Беглянки                             | Les paumées du petit matin                 | Режиссёр, сценарист           |
| 1981 | Озеро живых мертвецов                | Le lac des morts vivants                   | Режиссёр                      |
| 1980 | Ночь охоты                           | La nuit des traquées                       | Режиссёр                      |
| 1979 | Очарование                           | Fascination                                | Режиссёр                      |
| 1979 | Bouches lascives et pornos           | Bouches lascives et pornos                 | Режиссёр                      |
| 1979 | Моник                                | Gamines en Chaleur                         | Режиссёр                      |
| 1978 | Petites pensionnaires impudiques     | Petites pensionnaires impudiques           | Режиссёр                      |
| 1978 | Lèvres entrouvertes                  | Lèvres entrouvertes                        | Режиссёр                      |
| 1978 | Дискосекс                            | Discosex                                   | Режиссёр                      |
| 1978 | Гроздья смерти                       | Les Raisins de la mort                     | Режиссёр                      |
| 1977 | Датские позы                         | Positions danoises                         | Режиссёр, сценарист, продюсер |
| 1977 | Сексуальные вибрации                 | Vibrations sexuelles                       | Режиссёр                      |
| 1977 | Hard Penetration                     | Hard Penetration                           | Режиссёр, сценарист           |
| 1976 | Графиня Икс                          | La comtesse Ixe                            | Режиссёр                      |
| 1976 | Приятное проникновение               | Douces pénétrations                        | Режиссёр, сценарист           |
| 1975 | Phantasmes                           | Phantasmes                                 | Режиссёр, сценарист           |
| 1975 | Окровавленные губы                   | Lèvres de sang                             | Режиссёр, сценарист           |
| 1974 | Бесноватые                           | Les démoniaques                            | Режиссёр, сценарист           |
| 1974 | Весь мир только для двоих            | Tout le monde il en a deux                 | Режиссёр, сценарист, продюсер |
| 1973 | Девственница среди живых мертвецов   | La nuit des étoiles filantes               | Режиссёр                      |
| 1973 | Развратные девушки автостопщицы      | Jeunes filles impudiques                   | Режиссёр                      |
| 1973 | Железная роза                        | La rose de fer                             | Режиссёр, сценарист           |
| 1971 | Дрожь вампиров                       | Le frisson des vampires                    | Режиссёр, сценарист, продюсер |
| 1971 | Реквием по вампиру                   | Vierges et vampires                        | Режиссёр, сценарист           |
| 1970 | Обнажённый вампир                    | La vampire nue                             | Режиссёр                      |
| 1968 | Насилие вампира                      | Le viol du vampire                         | Режиссёр                      |
| 1965 | Далёкая страна                       | Les pays loin                              | Режиссёр, сценарист           |
| 1964 | Жизнь в Испании                      | Vivre en Espagne                           | Режиссёр                      |
| 1963 | Морской курс                         | L'itinéraire marin                         | Режиссёр, сценарист           |
| 1962 | Скакун для двоих                     |                                            | Помощник режиссёра            |
| 1961 | Медное небо                          | Ciel de cuivre                             | Режиссёр                      |
| 1958 | Жёлтые любовники                     | Les Amours jaunes                          | Режиссёр                      |